# Uri Geller

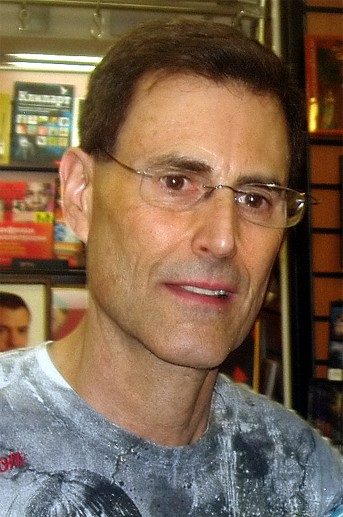
Geller in 2009

György (Uri) Geller (Hebreeuws: אורי גלר) (Tel Aviv, 20 december 1946) is een Israëlische mentalist en kunstschilder. Begin jaren zeventig van de twintigste eeuw verwierf hij wereldfaam met zijn optredens, waarin hij een aantal van zijn vermeende capaciteiten als 'paranormalist' tentoonspreidde. Zijn bekendste gimmick is het buigen van lepels.

## Levensloop
Geller beweerde dat hij verre familie is van de Oostenrijkse psychiater Sigmund Freud. Naar eigen zeggen ervoer hij al op vijfjarige leeftijd voor het eerst zijn 'gaven', toen een lepel spontaan omboog en afbrak, zonder dat hij er fysiek kracht op uitoefende. Hij begon zijn optredens als goochelaar in nachtclubs in Tel Aviv. Na het zien van een optreden van de Engelse goochelaar en mentalist David Berglas raakte hij geïnspireerd en begon Geller onder andere met het buigen van lepels. Met deze truc is hij uiteindelijk wereldberoemd geworden.
Hij woonde tijdens zijn tienerjaren in Cyprus, maar kwam terug in Israël toen hij zeventien jaar was. Hij diende als parachutist in het Israëlische leger en vocht in de Zesdaagse Oorlog in 1967. Na zijn diensttijd was hij enkele jaren fotomodel.
Vanaf begin jaren zeventig trad hij op, in eerste instantie als goochelaar voor klein publiek, maar allengs verkreeg hij bekendheid. Zijn carrière kreeg een impuls toen Golda Meïr, toenmalig premier van Israël, op de vraag wat ze voorspelde voor de toekomst van Israël naar hem verwees: "Vraag dat niet aan mij, vraag dat maar aan Uri Geller".
Vanaf 1972 kreeg Geller bekendheid in Europa. In Duitsland stopte hij, in aanwezigheid van journalisten, een kabelbaan en deed hetzelfde met een lift.
Op uitnodiging van een aantal vooraanstaande Amerikaanse wetenschappers, onder wie Apollo 14-astronaut Edgar Mitchell, ging Geller naar de Verenigde Staten. Hij werd in een laboratoriumomgeving onderworpen aan een aantal tests, waarvan de resultaten werden gepubliceerd in het boek The Geller Papers in 1975.
Door aanhoudende berichten over fraude en goocheltrucs werd Geller steeds minder gevraagd om op te treden en in de jaren negentig was hij voor het grote publiek uit beeld verdwenen. In deze tijd hield hij zich voornamelijk bezig met workshops op paranormaal gebied, advisering aan het bedrijfsleven en reclameactiviteiten.
Geller is ook actief als kunstschilder. In de jaren zeventig was hij enige tijd leerling van Salvador Dalí en daarnaast zegt hij geïnspireerd te worden door onder anderen Peter Max, Andy Warhol en Pablo Picasso.
In het voorjaar van 2004 was Geller in Europa te zien in televisiereclame voor Knorr. Ook trad hij begin 2008 en vanaf 9 januari 2009 op in de show De nieuwe Uri Geller.
Tegenwoordig woont Geller met zijn vrouw in Jaffa, met uitzicht op de Middellandse Zee.

## Bekende trucs
- Via telepathie zou hij tekeningen, die door een andere persoon waren gemaakt, kunnen 'lezen' en natekenen.
- Zonder fysieke kracht uit te oefenen zou Geller metalen voorwerpen (vaak lepels) kunnen buigen.
- Defecte horloges zouden door hem weer op gang zijn gebracht.
- Hij leek kompasnaalden te kunnen beïnvloeden.
- Hij zou door mentale kracht magnetische opslagmedia (magneetband en diskettes) kunnen wissen.
- Hij zou in enkele seconden zaadjes (meestal radijszaadjes) kunnen laten uitgroeien tot plantjes van enkele centimeters.
- Hij zou voor een aantal grote bedrijven bronnen van fossiele brandstof (olie) en mineralen (goud) gevonden hebben (onder andere aangewezen vanuit helikopter).

## Onderzoek naar Gellers gaven

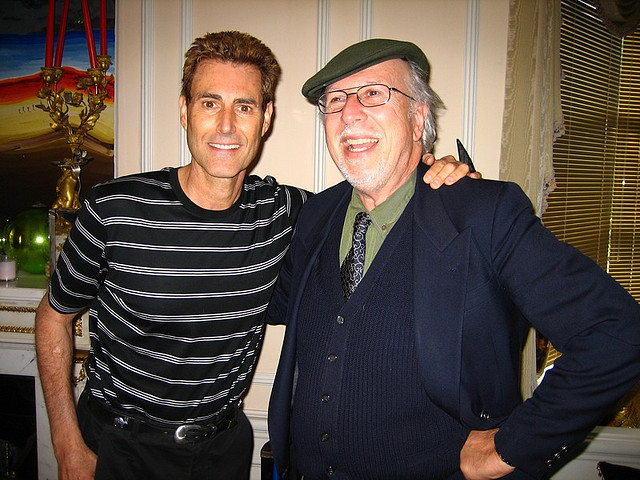
Uri Geller met de Amerikaanse theoretisch natuurkundige Jack Sarfatti in 2006

### Eigen uitleg
In het begin van zijn loopbaan als 'paranormalist' verklaarde Geller aanvankelijk dat zijn gaven afkomstig waren van buitenaardse wezens die hem vanaf zijn vroege jeugd bezochten. Geller vertelde ook dat hij vaak ufo's waarneemt. Later verklaarde hij dat zijn gaven afkomstig zijn van God. Geller heeft tevens verteld dat hij in zijn jeugd ooit geraakt werd door een apart soort lichtstraal. Hij heeft verteld te geloven dat dit de oorsprong zou kunnen zijn van wat hij zegt te kunnen. Op een ander tijdstip vertelde hij weer niet te geloven dat deze lichtstraal hem veranderd heeft, omdat hem verteld was dat dergelijke voorvallen vaker plaatsvinden.
Geller is altijd omstreden geweest. Hij wordt dan ook door sceptici eerder betiteld als een illusionist of charlatan dan als een paranormaal begaafd persoon. Veelzeggend lijkt dat Geller op aanbieders van onafhankelijk en wetenschappelijk gecontroleerd onderzoek naar zijn 'gaven' nooit onvoorwaardelijk is ingegaan. Volgens een overgroot deel aan wetenschappers zijn er helemaal geen gaven die verklaring behoeven.

### Sceptici en critici
Vanaf de jaren zeventig werd Uri Geller wereldberoemd met zijn 'gave'. Hij kon lepels buigen zonder daar al te veel kracht voor te gebruiken. Ook lukte het hem om kapotte horloges nieuw leven in te blazen en kompasnaalden te laten uitwijken. 

#### Richard Kamman en David Marks
Twee van Gellers sceptici zijn Richard Kamman en David Marks, die een deel van hun boek The Psychology of the Psychic aan Geller wijdden. Hierin wordt onder meer belicht wat er schort aan de methodologie van onderzoeken waaraan Geller wel meewerkte. Geller haalt zelf meestal het wetenschappelijk onderzoek van Russel Targ en Harold Puthoff aan het Standford Research Institute (SRI) aan als bewijs van zijn gaven. Marks en Kamman kwamen er onder meer achter dat diens methoden veel mogelijkheden tot bedrog van Geller openlieten, zij selectief omgingen met uitkomsten van hun experimenten (er waren minder uitslagen dan onderzoeken) en verschillende uitslagen door vrije associatie tot positieve uitkomst benoemd werden. Tevens betrapte Marks Geller diverse keren persoonlijk op het gebruik van trucs en kon de Israëliër zijn vermeende gaven nooit waarmaken in niet door hem gecontroleerde omstandigheden.
Daarnaast onderzochten Marks en Kamman met objectieve experimenten in hoeverre Gellers effecten via niet-paranormale wegen te verkrijgen waren. Daarbij kwamen ze tot de conclusie dat Geller nog nooit iets heeft kunnen laten zien - onder omstandigheden waarin bedrog onmogelijk was - dat niet op natuurlijke wijze te doen is, door bijvoorbeeld goocheltrucs. Verder wijzen ze op voorvallen van waarschijnlijk bedrog en leugens van Geller. In 2000 bracht Marks (Kamman was inmiddels overleden) een tweede, herziene versie uit.

#### James Randi en Criss Angel
De Amerikaanse scepticus James Randi was wellicht de bekendste criticus van Geller. Hij heeft vele malen laten zien dat hij alles kan wat Geller kan, maar dan door middel van trucs. Randi heeft naar aanleiding van zijn onderzoek naar Gellers gaven The Magic of Uri Geller geschreven. Een boek waarin hij uit de doeken doet hoe volgens hem Geller te werk gaat. In een later boek, Flim Flam genaamd, haalt Randi een interview aan met Sasha Katz, een oud-medewerker van Geller, die hem vertelde hoe hij met Geller samenspande door via geheime codes (onder andere een gebarentaal) dingen door te geven, waarna Geller beweerde deze op paranormale wijze te weten. Ook werd Geller ontmaskerd toen hij een kompas "mentaal" manipuleerde, door een magneet te gebruiken die verborgen was in een huls die hij op zijn linkerduim zette. Deze stunt werd ontmaskerd door Randi die een slow-motion van de stunt toonde waarin de magneet te zien is. Randi laat in zijn boeken ook weinig heel van de onderzoeken van de parapsychologen Russell Targ en Harold Puthoff (zie ook Kamman en Marks), die Geller uitgebreid in hun laboratorium onderzocht hebben. Targ en Puthoff bleken tijdens het hele onderzoek te weinig maatregelen tegen fraude te hebben genomen en bleken veel ongunstige gegevens te hebben weggelaten.
Tijdens de televisieshow Phenomenom 2007 in de Verenigde Staten werd Geller door zijn mede-jurylid, de Amerikaanse illusionist Criss Angel, uitgedaagd een boodschap te 'lezen' in een gesloten enveloppe. Geller kon de uitdaging niet aan en legde deze naast zich neer. In dezelfde show deed Geller ook een truc van de illusionist David Copperfield. Tijdens de show in Israël werd Geller erop betrapt een kompas te laten bewegen met behulp van een magneet. Andere opnames waarop te zien is dat Geller door de mand valt, of uitdagingen niet aan kan, heeft hij laten verwijderen van de videowebsite YouTube.
In sommige tv-programma's lijkt Geller toe te geven dat hij geen paranormale gaven bezit maar een goochelkunstje opvoert.

## Televisie
In 2007 begon Geller aan een comeback en bracht een televisieprogramma uit. Hierin nemen verschillende mentalisten het tegen elkaar op. In Israël werd het programma uitgezonden onder de titel The Succesor en in de Verenigde Staten onder de titel Phenomenon.
In Nederland werd vanaf 26 januari 2008 het programma uitgezonden onder de titel De nieuwe Uri Geller. In Duitsland werd in dezelfde periode hetzelfde programma uitgezonden op ProSieben.
In maart 2010 kondigde RTL 5 het programma Mentalisten Ontmaskerd aan, waarin een anonieme mentalist onder de naam TiTa Tovenaar de trucs uit De nieuwe Uri Geller verklaart.